# South Sioux City
South Sioux City ist eine Stadt (mit dem Status „City“) im Dakota County im US-amerikanischen Bundesstaat Nebraska. Das U.S. Census Bureau hat bei der Volkszählung 2020 eine Einwohnerzahl von 14.043 ermittelt.
South Sioux City liegt in der Sioux City Metropolitan Area, die sich von Iowa bis in die benachbarten Staaten South Dakota und Nebraska erstreckt.

## Geografie
South Sioux City liegt im Nordosten Nebrakas am Missouri River, der die Grenze zu Iowa bildet. Der Schnittpunkt der drei Bundesstaaten Iowa, Nebraska und South Dakota befindet sich 4 km nordwestlich des Zentrums von South Sioux City. Die Südgrenze Minnesotas verläuft rund 120 km nördlich.
Die geografischen Koordinaten von South Sioux City sind 42°28′26″ nördlicher Breite und 96°24′49″ westlicher Länge. Das Stadtgebiet erstreckt sich über eine Fläche von 15,44 km².
Nachbarorte von South Sioux City sind Jackson (14,6 km westlich), Dakota Dunes in South Dakota (14,9 km westnordwestlich), North Sioux City in South Dakota (12,6 km nordwestlich), Sergeant Bluff in Iowa (12,3 km südöstlich) und Dakota City (am südlichen Stadtrand).
Das Stadtzentrum von Sioux City befindet sich am gegenüberliegenden Missouriufer. Die nächstgelegenen weiteren größeren Städte sind die Twin Cities in Minnesota (Minneapolis und Saint Paul) (440 km nordöstlich), Rochester in Minnesota (441 km ostnordöstlich), Cedar Rapids in Iowa (430 km östlich), Iowas Hauptstadt Des Moines (298 km ostsüdöstlich), Nebraskas größte Stadt Omaha (161 km südsüdöstlich), Kansas City in Missouri (447 km in der gleichen Richtung), Nebraskas Hauptstadt Lincoln (202 km südlich) und South Dakotas größte Stadt Sioux Falls (141 km nordnordwestlich).

## Verkehr

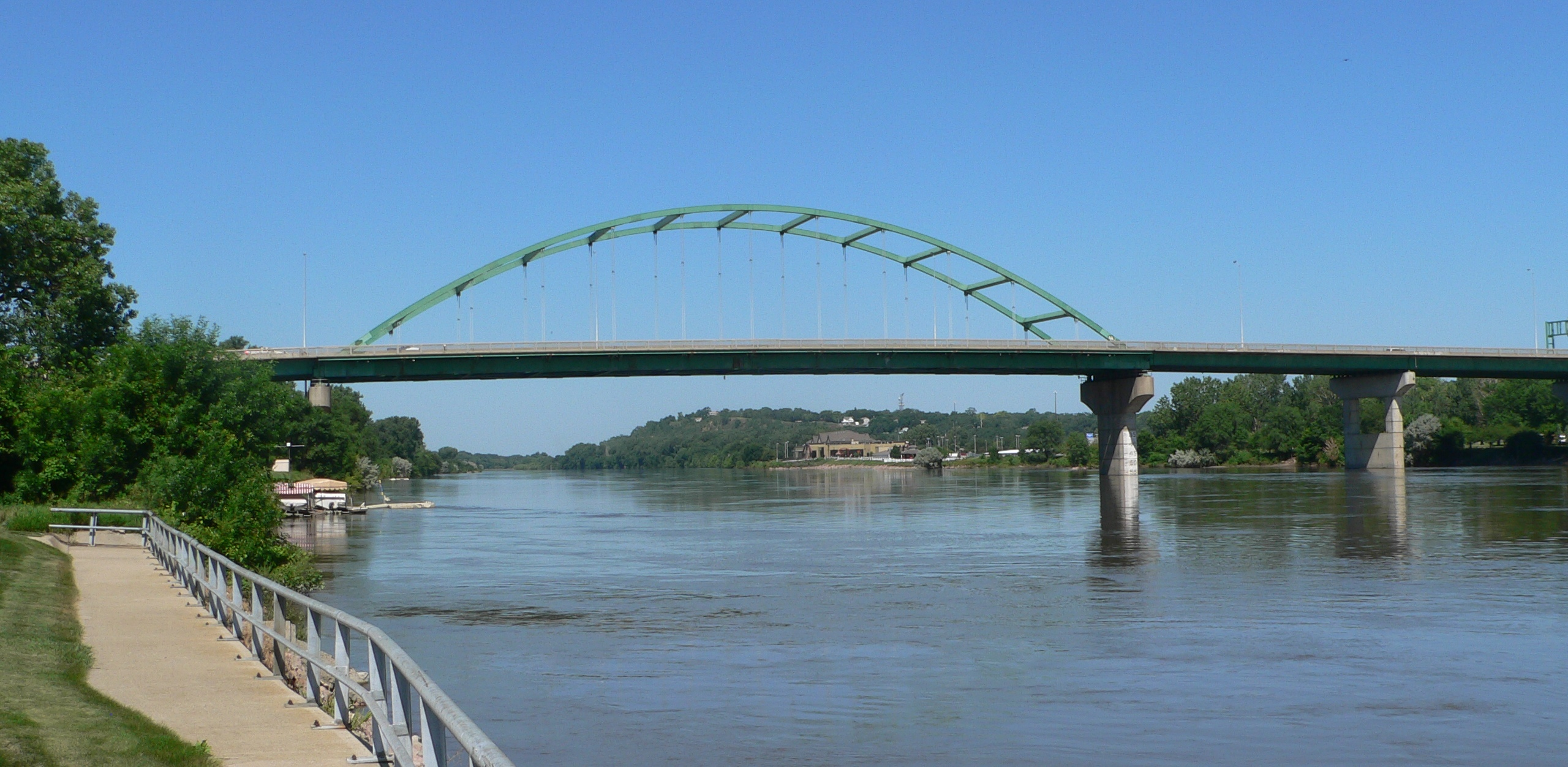
Die Siouxland Veterans Memorial Bridge nach Iowa

Der Interstate Highway 129 und der hier auf einem gemeinsamen Streckenabschnitt verlaufende U.S. Highway 20 bilden die südliche Umgehungsstraße von South Sioux City. Die hier ebenfalls auf einem gemeinsamen Streckenabschnitt verlaufenden U.S. Highways 75 und 77 führen aus der Nachbarstadt Sioux City in Iowa kommend über die Siouxland Veterans Memorial Bridge durch das Stadtgebiet von South Sioux City und führen westlich am Stadtzentrum vorbei nach Süden. Der alte US 20 führt als Hauptstraße in Nord-Süd-Richtung durch das Stadtzentrum von South Sioux City. Alle weiteren Straßen sind untergeordnete Landstraßen, teils unbefestigte Fahrwege sowie innerörtliche Verbindungsstraßen.
Durch Busse von Sioux City Transit besteht Anschluss an das Nahverkehrssystem von Sioux City.
Im Stadtgebiet von South Sioux City treffen zwei Eisenbahnlinien der BNSF Railway und deren Tochtergesellschaft Nebraska Northeastern Railway (NENE) zusammen.
Mit dem Martin Field Airport befindet sich 6 km westsüdwestlich ein kleiner Flugplatz für die Allgemeine Luftfahrt. Der nächste Verkehrsflughafen ist der 12 km südöstlich gelegene Sioux Gateway Airport in Iowa.

## Bevölkerung
Nach der Volkszählung im Jahr 2010 lebten in South Sioux City 13.353 Menschen in 4512 Haushalten. Die Bevölkerungsdichte betrug 864,8 Einwohner pro Quadratkilometer. In den 4512 Haushalten lebten statistisch je 2,93 Personen.
Ethnisch betrachtet setzte sich die Bevölkerung zusammen aus 62,7 Prozent Weißen, 4,7 Prozent Afroamerikanern, 3,0 Prozent amerikanischen Ureinwohnern, 2,9 Prozent Asiaten, 0,2 Prozent Polynesiern sowie 23,8 Prozent aus anderen ethnischen Gruppen; 2,8 Prozent stammten von zwei oder mehr Ethnien ab. Unabhängig von der ethnischen Zugehörigkeit waren 45,3 Prozent der Bevölkerung spanischer oder lateinamerikanischer Abstammung.
31,4 Prozent der Bevölkerung waren unter 18 Jahre alt, 58,2 Prozent waren zwischen 18 und 64 und 10,4 Prozent waren 65 Jahre oder älter. 50,4 Prozent der Bevölkerung waren weiblich.
Das mittlere jährliche Einkommen eines Haushalts lag bei 43.865 USD. Das Pro-Kopf-Einkommen betrug 17.574 USD. 20,0 Prozent der Einwohner lebten unterhalb der Armutsgrenze.

## Bekannte Bewohner
- Patricia Barber (* 1955) – Jazzmusikerin – besuchte die Schule in South Sioux City